# 18 -eighteen-
『18 -eighteen-』（エイティーン）は、2005年8月24日にリリースされた北出菜奈のアルバム。

## 概要
シングル曲「消せない罪」、「撃たれる雨」、「HOLD HEART」、「pureness」、「KISS or KISS」、「悲しみのキズ」を収録したアルバム。両A面シングル『pureness/七色』のうち、「七色」は収録していない。北出菜奈本人が全ての楽曲の作詞に携わっている。

## 収録曲
SECL-216, ¥3,059
作詞はすべて北出菜奈
1. KISS or KISS
作曲: 本間昭光
2. 消せない罪
作曲: 西川進
3. 螺旋
作曲: 西川進
4. pureness
作曲: 本間昭光
5. HOLD HEART
作曲: 本間昭光
6. Alice
作曲: 本間昭光
全国東映系公開映画『深紅』イメージソング
7. 悲しみのキズ
作曲: 山口寛雄
8. 撃たれる雨
作曲: 西川進
9. Fake
作曲: 西川進
10. 瞬間
作曲: 菊池達也
11. eighteen sky
作曲: 西川進